# برنار اشمتز
برنار اشمتز (فرانسوی: Bernard Schmetz‎; ۲۱ مارس ۱۹۰۴ – ۱۱ ژوئن ۱۹۶۶) شمشیرباز اهل فرانسه بود.
وی در مسابقات کشوری و بین‌المللی در مجموع برندهٔ ۱ مدال طلا، ۱ مدال نقره، ۱ مدال برنز شده‌است.